# Relationsdiagramm
Ein Relationsdiagramm (auch Beziehungsdiagramm) dient der Veranschaulichung der Wechselwirkungen zwischen den Ursachen eines Problems und kann zur genauen Analyse von Teilbereichen des Ursache-Wirkungs-Diagramms genutzt werden. Die einzelnen Faktoren werden ihren Beziehungen entsprechend angeordnet und die Beziehung durch Wirkungspfeile veranschaulicht. 
Dabei darf ein Pfeil nur in eine Richtung zeigen, so dass im Zweifel festgelegt werden muss, welche Wirkung stärker ist. Außerdem sollten die Einflüsse die gleiche Wirkungsrichtung aufweisen, also nicht „je mehr Kontrolle desto weniger Ausschuss“, sondern „je mehr Kontrolle desto mehr korrekte Teile“.
Durch Auszählen der Pfeile die von einem Merkmal ausgehen und zu ihm hinführen, lässt sich die sogenannte Wirkungszahl ermitteln. Positive Wirkungszahlen, wenn also mehr Pfeile von einem Merkmal ausgehen als hinführen, zeigen einen aktiven Einfluss, während negative Zahlen ein passives Merkmal charakterisieren. Dies lässt sich noch weiter differenzieren, wenn man die Pfeile bezüglich der Stärke ihres Einflusses bewertet. Zusätzlich wird noch in Ursachen 1., 2. und 3. Ordnung unterschieden, je nachdem, wie direkt der Einfluss das Problem ist. Direkter Einfluss bedeutet also eine Ursache 1. Ordnung.
Siehe auch: Kausalität

## Diagramm

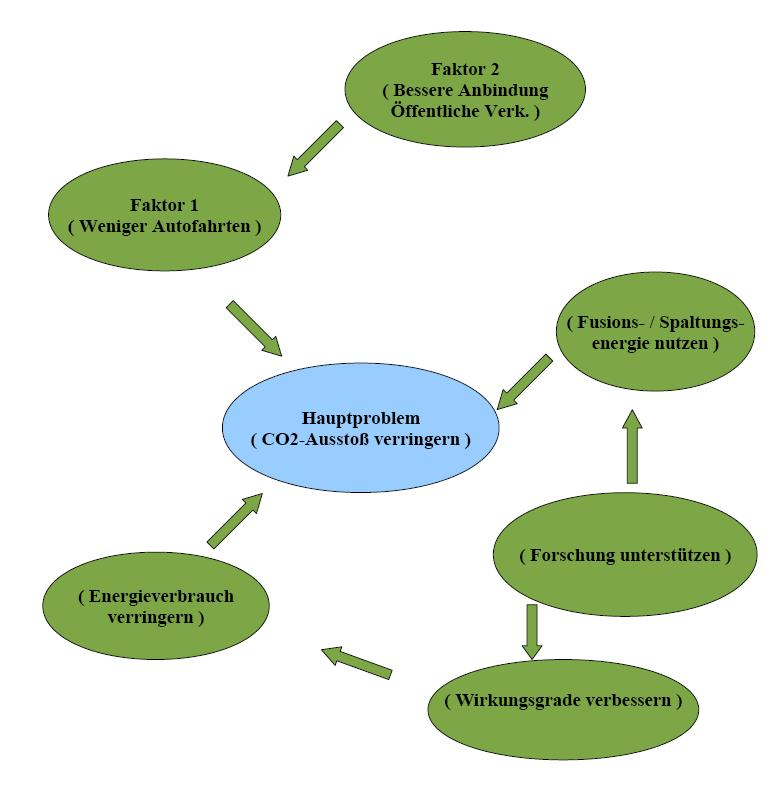
Ein Beispieldiagramm, am Thema CO_{2}-Ausstoß (in Klammern)